# کوه پانای
کوه پانای (به لاتین: Mount Panay) یک کوه در فیلیپین است که در کالابارزون واقع شده‌است. کوه پانای ۵۰۱ متر بالاتر از سطح دریا واقع شده‌است.